# Gilles Roulin
Gilles Roulin (Grüningen, 14 maggio 1994) è un ex sciatore alpino svizzero, vincitore della Coppa Europa nel 2017.

## Biografia
Gilles Roulin ha fatto il suo esordio nel Circo bianco il 24 novembre 2009 partecipando a uno slalom gigante, valido come gara nazionale italiana juniores, a Bormio e giungendo 34º. Specializzato nelle discipline veloci, ha debuttato in Coppa Europa l'11 gennaio 2014 a Wengen giungendo 48º e ha partecipato ai Mondiali juniores nel 2015 a Hafjell, ottenendo come miglior risultato il 9º posto nel supergigante. In Coppa Europa ha conquistato il primo podio il 6 gennaio 2017 a Wengen giungendo 3º in supergigante e il 16 gennaio successivo ha ottenuto la prima vittoria, a Kitzbühel in discesa libera: alla fine di quella stagione 2016-2017 è risultato vincitore sia della classifica generale del circuito continentale sia di quelle di discesa libera e supergigante.
In Coppa del Mondo ha esordito il 24 febbraio 2017 nella discesa libera di Kvitfjell conclusa al 37º posto; due giorni dopo nella medesima località norvegese ha ottenuto i primi punti classificandosi 25º in supergigante e il 16 dicembre dello stesso anno ha conquistato il miglior risultato nel circuito: 4º nella discesa libera della Saslong in Val Gardena. Ai XXIII Giochi olimpici invernali di Pyeongchang 2018, sua unica presenza olimpica, si è classificato 33º nella discesa libera e 21º nel supergigante; l'anno dopo ai Mondiali di Åre 2019, suo unica presenza iridata, è stato 36º nella discesa libera. Il 19 marzo 2023 ha ottenuto a Narvik in supergigante l'ultima vittoria, nonché ultimo podio, in Coppa Europa; ha preso per l'ultima volta il via in Coppa del Mondo il 18 febbraio 2024 a Kvitfjell in supergigante (44º) e si è ritirato al termine di quella stessa stagione 2023-2024: la sua ultima gara in carriera è stata la discesa libera dei Campionati svizzeri 2024, disputata il 4 aprile Davos.

## Palmarès

### Coppa del Mondo
- Miglior piazzamento in classifica generale: 42º nel 2018

### Coppa Europa
- Vincitore della Coppa Europa nel 2017
- Vincitore della classifica di discesa libera nel 2017
- Vincitore della classifica di supergigante nel 2017
- 13 podi:
  - 10 vittorie
  - 2 secondi posti
  - 1 terzo posto

#### Coppa Europa - vittorie
| Data             | Località     | Paese    | Specialità |
| ---------------- | ------------ | -------- | ---------- |
| 16 gennaio 2017  | Kitzbühel    | Austria  | DH         |
| 23 gennaio 2017  | Méribel      | Francia  | SG         |
| 27 gennaio 2017  | Méribel      | Francia  | DH         |
| 1º febbraio 2017 | Hinterstoder | Austria  | KB         |
| 2 febbraio 2017  | Hinterstoder | Austria  | DH         |
| 2 febbraio 2017  | Hinterstoder | Austria  | DH         |
| 3 febbraio 2017  | Hinterstoder | Austria  | SG         |
| 7 gennaio 2023   | Wengen       | Svizzera | SG         |
| 31 gennaio 2023  | Orcières     | Francia  | SG         |
| 19 marzo 2023    | Narvik       | Norvegia | SG         |

Legenda:

DH = discesa libera

SG = supergigante

KB = combinata

### Campionati svizzeri
- 6 medaglie:
  - 1 oro (supergigante nel 2019)
  - 1 argento (combinata nel 2019)
  - 4 bronzi (supergigante nel 2015; supergigante nel 2017; discesa libera nel 2019; supergigante nel 2022)

### Campionati svizzeri juniores
- 2 medaglie:
  -  1 oro (supergigante nel 2014)
  -  1 bronzo (supercombinata nel 2014)[senza fonte]